# يونيتي داو

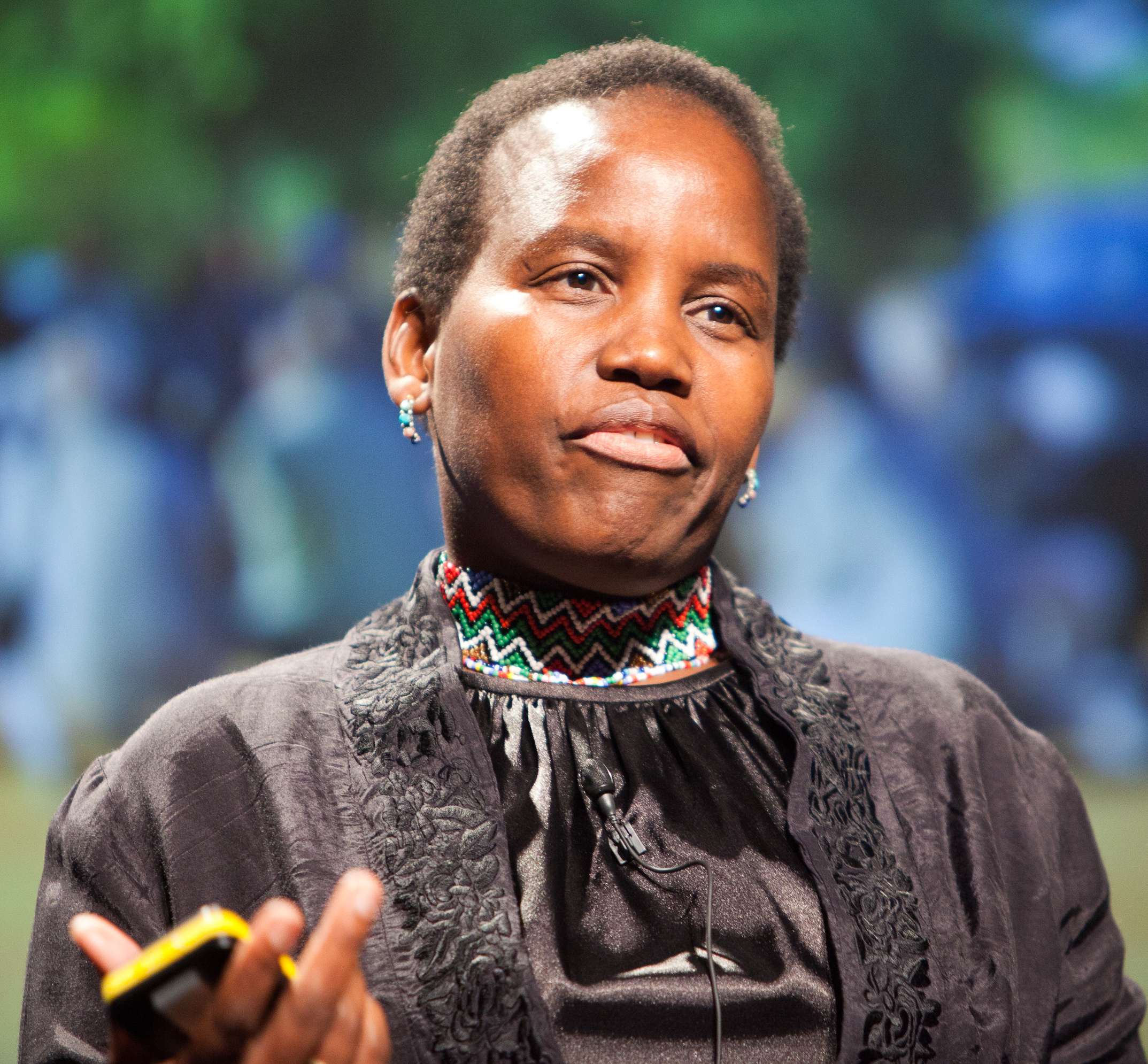
يونيتي داو

يونيتي داو (بالإنجليزية: Unity Dow)‏ (من مواليد 23 أبريل 1959) [1] قاضية وناشطة في مجال حقوق الإنسان وكاتبة ووزيرة حكومية في بوتسوانا. تنحدر من خلفية ريفية تنزع إلى القيم التقليدية. نجحت في تحدي القانون الذي دار حول حصول الأبناء على الجنسية من آبائهم وليس من أمهاتهم. ذهبت أيضًا إلى المحكمة لتدافع عن قانونية مجموعة حقوق المثليين، وعن حقيقة كونها ليست غير دستورية في قانون بوتسوانا.

## السيرة الذاتية
درست داو القانون في جامعة بوتسوانا وسوازيلند (LLB 1983)، وشملت دراستها قضاء عامين في الدراسة في جامعة إدنبرة في إسكتلندا. تسبب تعليمها الغربي في خلق مزيج من الاحترام والشك لديها.
شاركت يونيتي داو عام 1991 في تأسيس مدرسة باوباب الابتدائية الخاصة في غابورون. كما شاركت في تأسيس أول منظمة غير حكومية خاصة بالإيدز في البلاد، وحملت «اسم أمانة مكافحة الإيدز».
حصلت داو على الإشادة كمحامية خاصة بسبب مواقفها بشأن حقوق المرأة. كانت المُدعية في قضية أجازت لأطفال النساء الحاصلات على جنسية بوتسوانا من قبل الآباء المواطنين الأجانب بأن يعتبروا أطفالهن مواطنين بوتسوانين (المدعي العام في بوتسوانا ضد يونيتي داو (1992). قبل هذه القضية، وفقًا للتقاليد وما كان سائدًا، كانت الجنسية تمنح فقط من طرف الأب. أصبحت فيما بعد أول قاضية في المحكمة العليا في بوتسوانا. وكانت أيضًا مؤسسة مشاركة في أول مكتب محاماة طاقمه من النساء فقط وكان اسمه دو-مالاكيلا، وكانت واحدة من الأعضاء المؤسسين للمنظمة النسائية إمانج باسادي.
نشرت داو خمسة كتب كروائية. تتناول هذه الكتب غالبًا القضايا المتعلقة بالصراع بين القيم الغربية والقيم التقليدية. كما أنها تنطوي على اهتمامها بالقضايا الجنسانية وفقر أمّتها. ساهمت داو في كتاب Schicksal Afrika (مصير إفريقيا) الذي أعدّه الرئيس الألماني الأسبق هورست كولر في عام 2009. في مايو 2010، نشرت كتابها «السبت مُكرّس للجنازات»، الذي يصف مشكلة الإيدز في إفريقيا.
في عام 2005، أصبحت عضوًة في بعثة للأمم المتحدة إلى سيراليون لمراجعة التطبيق المحلي لمنظمة الدولية النسائية لحقوق المرأة. في 13 ديسمبر 2006، كانت واحدة من ثلاثة قضاة حكموا في قرار محكمة كغالاجادي (سان أو بوشمن أو باساروا) المرموقة، فيما يتعلق بحقوق سان في العودة إلى أراضي أجدادهم.
كانت يونيت داو عضوًة في بعثة خاصة بدعوة من الحكومة الرواندية ومحكمة الأمم المتحدة الخاصة لرواندا منذ عام 2007. والغرض من هذه المهمة هو استعراض استعداد السلطات القضائية الرواندية لتولي النظر في قضايا الإبادة الجماعية لعام 1994.
كانت داو أستاذًة زائرًة للقانون في كلية الحقوق في جامعة كولومبيا في نيويورك خلال فصل الخريف 2009،[4] وكذلك في جامعة واشنطن ولي، في ليكسينغتون في الولايات المتحدة الأمريكية عام 2009، وجامعة سينسيناتي في أوهايو في الولايات المتحدة الأمريكية عام 2009.
بعد تقاعدها من المحكمة العليا في بوتسوانا في عام 2009، وبعد 11 عامًا من الخدمة، افتتحت الشركة القانونية "Dow & Associates" (داو وشركائها) في بوتسوانا في فبراير 2010. كما أدّت داو اليمين الدستورية كقاضية للجنة الدستورية المستقلة لحل النزاعات (IICDRC) في كينيا أمام الرئيس الكيني لتعمل على تنفيذ الدستور الجديد في كينيا.
في 14 يوليو 2010، قلّد ممثلو الرئيس الفرنسي نيكولا ساركوزي داو الميدالية الفرنسية لوسام جوقة الشرف لأنشطتها في مجال حقوق الإنسان.
ذُكرت يونيتي داو كواحدة من 150 امرأة تهز العالم في قمة نساء العالم في مارس في عامي 2011 و2012 في نيويورك.
شغلت يونيتي داو منصب مفوّضة لجنة الحقوقيين الدولية. انتُخِبت لأول مرة في عام 2004 وأُعيد انتخابها في عام 2009. وفي عام 2006، انتُخِبت أيضًا في اللجنة التنفيذية، ثم أعيد انتخابها في عام 2008. في مارس 2011، انتُخِبت رئيسة للجنة التنفيذية، خلفًا للدكتور الهندي راجيف دهافان بدءًا من يونيو 2011 إلى يونيو 2012.
تعد يونيتي داو البوتسوانية الوحيدة المدرجة في قائمة النسويات المعترف بهنَّ عالميًا بسبب مشاركتها في حقوق المرأة من عام 1940 إلى الوقت الحاضر.
في 6 يوليو 2012، عَيّن مجلس حقوق الإنسان التابع للأمم المتحدة داو كواحدة من ثلاثة خبراء مستقلين لإجراء مهمة تقصّي الحقائق حول كيفية تأثير المستوطنات الإسرائيلية في الضفة الغربية على الفلسطينيين. نُشرت نسخة أولية من التقرير في 31 يناير 2013.
في عام 2013، قرّرت داو دخول المُعترك السياسي. في 28 أكتوبر 2014. رشّحَ الرئيس السابق إيان خاما رئيس بوتسوانا داو «كعضوة منتخبة خاصة في البرلمان» وأقرّ ذلك البرلمان الحادي عشر الجديد لبوتسوانا. كما عُيّنت داو مساعدة وزير التعليم في حكومة بوتسوانا، والمسؤولة عن التعليم العالي وتنمية المهارات.
في 14 نوفمبر 2014، نجحت داو في تمثيل مثليون ومثليات وثنائيي الجنس في بوتسوانا (LEGABIBO) في محاكمة ضد دولة بوتسوانا لتسجيل LEGABIBO كمنظمة في بوتسوانا. كانت الدولة قد رفضت في السابق التسجيل بحجة أن ذلك غير دستوري. في 1 مارس 2015، عيّنها الرئيس السابق خاما كوزيرة للتعليم وتنمية المهارات في حكومة بوتسوانا.
بعد تنصيب الرئيس الخامس لبوتسوانا موكغويتسي إي. ماسيسي في 1 أبريل 2018، تولت يونيتي داو منصب وزيرة البنية التحتية وتنمية الإسكان في حكومة بوتسوانا. في 20 يونيو 2018، وفي تعديل وزاري، عُيّنت وزيرة للشؤون الدولية والتعاون.

## الأوسمة والجوائز
الجوائز والأوسمة المختارة التي حصلت عليها داو تشمل: جائزة المرأة البارزة في القانون الدولي: 26 مارس 2009 في واشنطن العاصمة؛ جامعة إدنبرة: دكتوراه في القانون: درجة فخرية مُنحت في 30 يوليو 2009.

### الأوسمة
2010: جوقة الشرف

### الجوائز
- 2003: جائزة ويليام برينان لحقوق الإنسان من راتجرز، جامعة ولاية نيو جيرسي[10]
- 2004: جائزة قيادة المرأة الطليعية [10]
- 2008: جائزة المحاضرة المتميزة فيليس إن ستيرن[10]

### الدرجات الفخرية
- 2001: كلية كينيون، دكتوراه في القانون[10]
- 2007: كلية سانت مايكل، دكتوراه في القانون[10]
- 2009: جامعة إدنبرة، دكتوراه في القانون